# Inma Navarrete
Inmaculada Concepción Navarrete Navarrete más conocida como Inma Navarrete, (Jaén, 16 de junio de 1989) es una jugadora de balonmano playa española y seleccionadora de las Guerreras de la Arena juveniles.

## Trayectoria

### Como jugadora

#### Balonmano Pista
Nacida en Jaén en 1989 se crio en Málaga, comenzó a jugar en el Sohail de Fuengirola y, de ahí, saltó al San Francisco de Asís mijeño en el que jugó en primera división. Volvió a Fuengirola y se enroló en las filas del Fuengirola un Sol de Ciudad en el que disputó 4 temporadas en División de Honor Plata y otras dos más en la segunda competición nacional en el Colegio los Olivos. Abandonó la práctica del balonmano en pista en 2017 tras la tercera lesión de rodilla en su carrera.

#### Balonmano Playa
Su carrera como jugadora destacó en el balonmano playa, en el que empezó jugando en Mijas a los 8 años. Con el conjunto mijeño alzó el campeonato de España de 2011. En 2013 se unió al Club Balonmano Playa Ciudad de Málaga y, desde entonces, ha desarrollado su carrera como jugadora, entrenadora y miembro de la junta directiva. 
En la competición de playa ha ganado casi una decena de títulos nacionales e internacionales en el que destaca varios campeonatos y Copa de España, un par de Arena Handball Tour y el EBT Finals del 2024. Además, en 2016, jugando con el Málaga Costa del Sol levantó la Champions Cupen un equipo en el que compartió pista con Jennifer Gutiérrez o Pepa Moreno.

#### Guerreras de Arena
Internacional con las Guerreras de la Arena, entre sus múltiples torneos destaca el Campeonato Mundial de 2016en aquél equipo legendario dónde estaban Patri Conejero, Luisa García, Asun Batista, Jennifer Gutiérrez, Patricia Encinas, Ivet Musons o Raquel Caño. Debutó con la Selección el 22 de julio de 2014, en el Campeonato del Mundo en el que el equipo nacional terminó en quinta posición. El 16 de octubre de 2019 jugó su último partido con la Selección, en el transcurso de los Juegos Mundiales de Playa de 2019, habiendo competido en esos Juegos Mundiales, dos Campeonatos de Europa y tres Campeonatos del Mundo. Aunque las Guerreras se hicieron con la medalla de bronce en 2017, Inma no pudo acudir a la competición por una lesión, siendo sustituida por Judith Vizuete.

### Como entrenadora

#### De clubes
Sin retirarse de las pistas como jugadora empezó una carrera como entrenadora en el Club Balonmano Playa Ciudad de Málaga en 2016, su club de siempre. Levantó, como integrante del cuerpo técnico, el título mundial juvenil en el verano de 2021 y el campeonato de Europa juvenil en 2022.

#### Selecciones autonómicas
En 2021 se hizo cargo del autonómico andaluz de categoría cadete masculino, ganando el CESA en Murcia en 2021. En 2022, entrenando al infantil masculino de Andalucía levantó el CESA en Sangenjo. En 2023 pasó a ser directoria técnica de los combinados andaluces, dónde actualmente sigue.

#### Selección universitaria
Su labor en la playa le abre las puertas del equipo de la Universidad de Málaga en 2023, cargo que repite en 2024, en el que levanta el Europeo Universitario de Hungría con un equipo en el que se encontraban jugadoras como Alba Díaz, Malena Diaz Coppes o Marina Pacheco Rojas.

#### Selección nacional
En 2022 entra en el cuerpo técnico de las Guerreras Juveniles de Arena, ganando el mundial de Grecia 2022 y, ese mismo año es nombrada seleccionadora.
En 2024 se hizo cargo de las Guerreras Promesas de la Arena, con las que desarrolló diversas concentraciones.
En el año 2025 consiguió el doblete en las competiciones internacionales: volvió a proclamarse Campeona del Mundo de balonmano playa juvenil, esta vez como seleccionadora nacional y ganó también el Campeonato de Europa de balonmano playa juvenil.

## Premios y galardones

### Selección española

#### Como jugadora
- 1 x  Campeona del Mundo (2016)[9]

#### Como entrenadora
- 2 x Campeona del Mundo Juvenil (2021, 2025)[18]
- 2 x Campeonato de Europa Juvenil (2022, 2025)[11][17]

### De Clubes
- 1 x Campeona de Europa (EBT 2024)[19]
- 2 x AHT (2018, 2023)
- 2 x Campeonatos de España (2011 y 2012)
- 1 x Copa de España (2012, no oficial)
- 1 x Champions Cup (2016)[7]

### Otros reconocimientos
- 1 x Mejor entrenadora del AHT (2022)[20]
- 1 x Mejor entrenadora (premio Diego Carrasco en la Diego Carrasco Beach Handball Cup 2024)[21]